# Slagsmålsklubben
A Slagsmålsklubben (IPA: [ˈslaksˌmoːlˈsklɵbˌben]) svéd elektronikus zenei együttes. Tagok: Hannes Stenström, Joni Malkki, Björn Anders Nilsson, Kim Nilsson, Joakim Nybom és Frej Larsson.
2000-ben alakultak meg Norrköping-ben. Megalakulásuk konkrét története ismeretlen. Nevüket a kultikus és népszerű 1999-es filmről, a Harcosok klubjáról kapták. Annyi ismert, hogy az elektronikus zene műfajában tevékenykedés ötlete akkor vetődött fel a tagokban, amikor a "The Solbrillers" zenekar énekese nem jelent meg az egyik koncerten, és Joakim, Björn és Joni csatlakoztattak egy szintetizátort egy gitárerősítőhöz. Dalokat kezdtek el játszani, és így megalakult a Slagsmalsklubben. (A három tag az előbb említett Solbrillers együttesben játszottak régebben.) Az évek során átköltöztek Norrköpingből Berlinbe, de 2011-ben letelepedtek Stockholmban és a mai napig is ott folytatják pályafutásukat. Főleg svéd nyelvű dalokkal és albumcímekkel rendelkeznek, de az utóbbi időkben már angolul is elkezdtek dalokat írni.

## Diszkográfia

### Stúdióalbumok
- Den svenske disco (A svéd diszkó) (2003)
- Sagan om konungens arsinkomst (2004)
- Boss for Leader (2007)
- The Garage (2012)